# James Thomson (engenheiro)
James Thomson (Belfast, 16 de fevereiro de 1822 — 8 de maio de 1892) foi um engenheiro e físico irlandês.
Irmão de William Thomson, mais conhecido como Lord Kelvin.